# Јан Женти
Јан Женти (фр. Yann Genty; Ангјен ле Бен, 26. децембар 1981) француски је рукометаш и репрезентативац који тренутно игра за француског прволигаша Париз Сен Жермен на позицији голмана.

## Клубови у којима је играо
- Бијер (2006—2008)
- Оријак (2008—2010)
- Истр (2010—2012)
- Сесон (2012—2014)
- Шамбери (2014—2020)
- Париз Сен Жермен (2020—)

## Клупски профеји

### Шамбери
- Куп Француске: 2019.

## Индивидуална признања
- Најбољи голман у првенству Француске: 2015, 2019.